# Tecelagem molecular

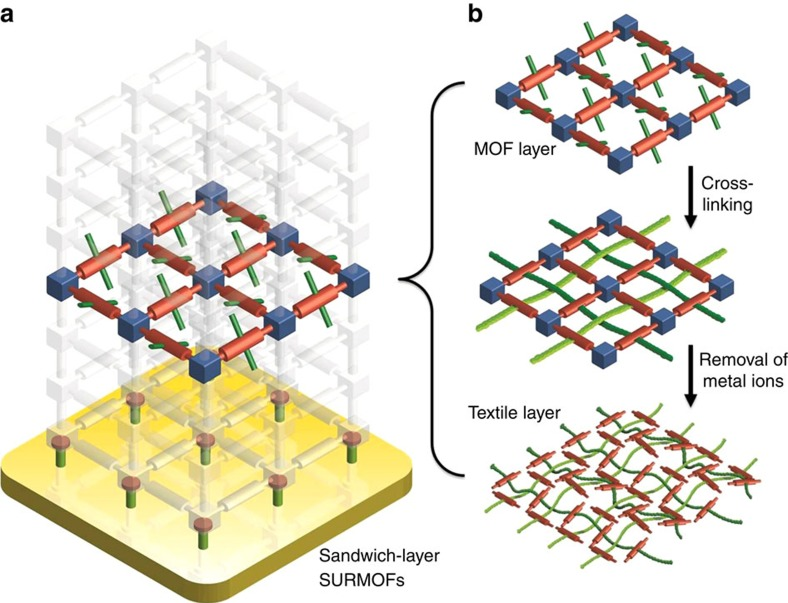
Estratégia de tecelagem molecular a partir de uma estrutura de suporte de MOF

A tecelagem molecular é a síntese de materiais que possuem uma estrutura química composta por cadeias unidimensionais trançadas, de forma a construir um arranjo de duas ou três dimensões que se repete em intervalos regulares. Assim como a tecelagem comum, o objetivo dessa técnica seria criar materiais com mais flexibilidade e resistência do que os arranjos aleatórios dos fios que seria encontrado com mais frequência na natureza. Por enquanto, a única técnica comprovada de tecelagem molecular é a partir da síntese de estruturas orgânicas covalentes (“covalent organic frameworks”, “COF” em inglês) com “fios” moleculares sem ligações químicas entre si, facilitando o deslizamento das cadeias. O desenvolvimento futuro da tecelagem molecular tem o potencial de revolucionar a engenharia têxtil, técnicas de catálise e até algumas áreas da medicina como engenharia tecidual.

## Introdução
A tecelagem é um método muito antigo usado na produção de materiais flexíveis e resistentes, só recentemente, com a tecelagem molecular, esse conceito foi trazido para a química com a síntese de complexos de moléculas. O primeiro desses materiais “costurados” reportados foi o COF-505, que possui fios orgânicos entrelaçados na formação de uma estrutura cristalina.

### Diferentes tipos de interligação
Termos como “entrelaçamento” e “interpenetrante” têm sido usados para descrever a junção de estruturas 2D ou 3D interligadas. No entanto, o termo “tecelagem” é usado apenas para estruturas formadas por unidades unidimensionais. Quando se trata da manipulação de cadeias de uma única dimensão para a formação de estruturas 2D ou 3D, podemos observar uma quantidade muito maior de graus de liberdade, dada a independência de cada “fio”.  Os cruzamentos entre esses fios acontecem em intervalos regulares, que servem como pontos de registro, para que cada fio tenha liberdade para se mover sem colapsar a estrutura como um todo.

## Aplicações
As técnicas de tecelagem molecular ainda estão nas fases iniciais de desenvolvimento e não existem muitos testes práticos sobre as capacidades físicas de materiais sintetizados dessa forma. No entanto, existe uma expectativa de uma melhoria substancial de propriedades mecânicas, como a flexibilidade, além de poderem ter a alta porosidade, condutividade e atividade catalítica, características comuns entre estruturas orgânicas covalentes. Dessa forma, compostos fabricados a partir de tecelagem molecular podem usados na captura e armazenamento de diversos compostos, desde gases até íons metálicos dentro de resíduos líquidos. Eles podem ser feitos em polímeros ou nanopartículas, para o uso em filmes finos e em dispositivos eletrônicos. Além de até poderem ser usados em catalisadores.
Objetos sólidos geralmente são visto como tendo uma estrutura molecular relativamente estática, no entanto partir de outra técnica chamada de química reticular, desenvolvida por Omar M. Yaghi (químico do Berkeley Lab’s Materials Sciences, Califórnia), é possível produzir sólidos com mais graus de liberdade de movimento alterando drasticamente suas capacidades físicas. Com isso, os COFs podem ser aplicados em processos de catálise para executar funções desejadas, com por exemplo na redução de dióxido de carbono em monóxido de carbono, bem envolvido na produção de combustíveis, remédios e plásticos, além de ter um grande potencial no armazenamento de gases, como o hidrogênio.
A tecelagem molecular adicionou uma nova forma de aumentar a dinamicidade de materiais. Devida a sua altíssima flexibilidade, o sólido é capaz de se adaptar a forma de outros compostos e permitir a sua entrada no interior. Com isso, COFs criados a partir da tecelagem molecular apresentam uma vantagem sobre outros COFs, uma vez que as atividades catalíticas e de armazenamento dependem diretamente da acessibilidade do espaço interno do composto. Além de serem mais resistente no armazenamento de gases, uma vez que a estrutura não colapsaria com tanta facilidade devido ao uso contínuo.

### Catalisadores
Utilizando o método de tecelagem, seria possível, além de controlar propriedades mecânicas do material, recombinar o COF-505 em outros compostos, tais como íons metálicos ativos. Essa manipulação permitiria a criação de um micro ambiente de reação catalítico, permitindo uma vasta aplicação na área da química. No mesmo sentido, o compostos semelhantes poderiam ser usado para o sequestro de moléculas indesejadas no meio, tais como íons metálicos em rejeitos aquosos.

### Armazenamento de Gases
A manipulação da matéria por esta técnica torna possível a construção de uma cadeia orgânica capaz de se comportar de diferentes formas. Uma que recebe grande destaque é no sequestro de moléculas. A estrutura de COFs sintetizados por tecelagem molecular pode ser manipulada para que moléculas de gases como o hidrogênio sejam capazes de chegar no interior de sua estrutura e fiquem aprisionadas, se mostrando um método eficaz para o armazenamento de gases.

### Dispositivos eletrônicos
A partir da tecelagem de padrões mais complexos, possivelmente com diferentes tipos de moléculas tecidas na mesma estrutura, é teorizado que seria possível codificar informação, de forma semelhante ao DNA. No entanto esse uso ainda requer um grande desenvolvimento dessa tecnologia e não seria viável tão cedo.

### Outras Aplicações
As propriedades particulares das estruturas construídas por tecelagem molecular podem ser úteis para desenhar materiais que transmitem estímulos mecânicos em ambientes químicos controlados. Além de materiais capazes de absorver impactos ou de se deformar de forma reversível enquanto preservando sua integridade química e estrutural.

## História

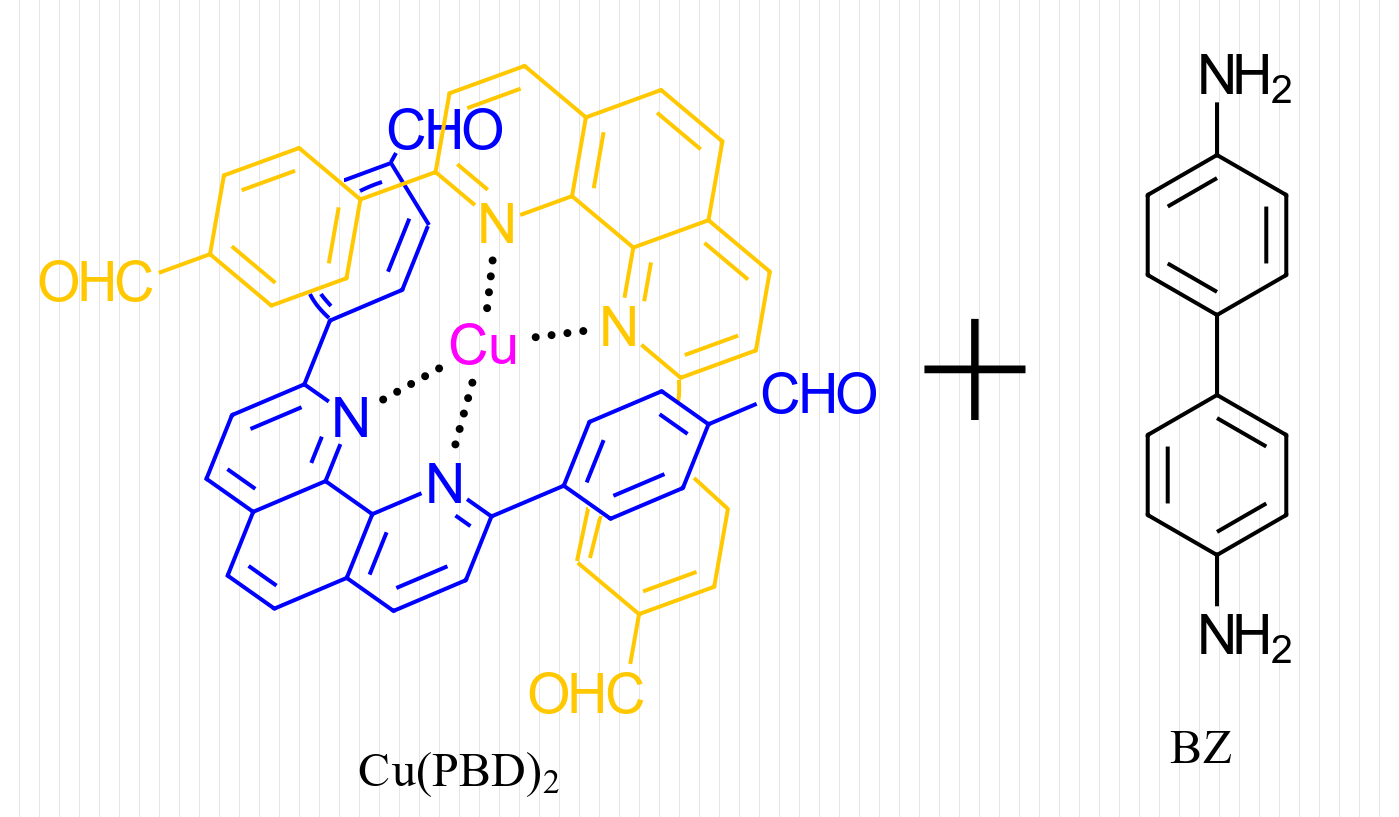
Estrutura do cobre(I)-bisfenantrolina e da benzidina usados na síntese do COF-505 e COF-506, com a diferença entre os dois sendo a presença do tetrafluoroborato ou do difenilfosfinoato, respectivamente.

A tecelagem já é usada a milhares anos para a produção de tecidos, mas só recentemente se tornou possível usá-la em escala molecular. A primeira síntese bem sucedida de um material desse tipo foi reportada em janeiro de 2016 na revista science, em um trabalho de Yuzhong Liu et al. Nesse artigo, a equipe relata a síntese e caracterização do COF-505 a partir da ligação de cobre(I)-bisfenantrolina tetrafluoroborato e benzidina a partir de uma condensação de iminas.
Desde então, outras publicações já foram feitas sobre o assunto, entre elas a síntese do COF-506 por Yuzhong Liu et al, que busca melhorar a acessibilidade de outras substâncias ao interior do COF-505. O COF-506 tem uma estrutura semelhante ao COF-505 com a diferença na substituição do tetrafluoroborato por difenilfosfinoato de volume maior para preencher o espaço vazio durante a síntese, sendo depois substituído de volta pelo tetrafluoroborato.

## Síntese Química
A síntese de materiais por tecelagem molecular é geralmente do tipo bottom-up, a junção de componentes menores para a formação de conjuntos mais complexos.

### Estrutura de Suporte
Um exemplo de técnica utilizada para formar esses materiais costurados é o uso de uma estrutura metálica de suporte, como uma estrutura metalorgânica (em inglês: "MOF"), para posicionar as moléculas iniciais e em seguida a formação dos “fios” a partir da ligação das moléculas, possivelmente com outras moléculas intermediárias, como em uma polimerização. O uso da estrutura de suporte permite o posicionamento das cadeias de forma cruzada sem que existam ligações químicas entre elas. Dessa forma, após a remoção dessa estrutura, o composto tem um alto grau de liberdade para deslizamento entre as cadeias. Dependendo da base estrutural e da forma das cadeias utilizada, a estrutura final pode ter duas ou três dimensões.

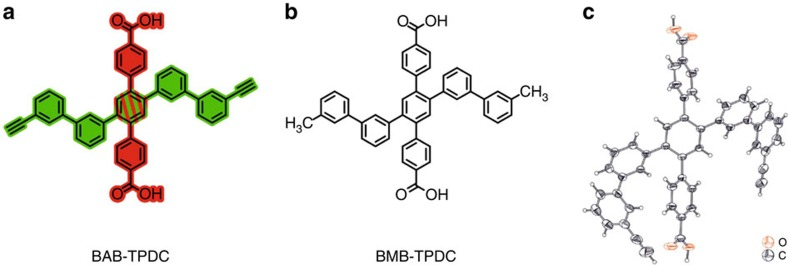
Estrutura de unidades orgânicas usadas na síntese de um tecido molecular.

No caso da formação de estruturas bidimensionais a partir da tecelagem, é possível empilhar as folhas de forma a construir uma estrutura tridimensional. Nesta última etapa, pode-se formar a estrutura a partir de uma construção epitaxial, e a grande vantagem dessa técnica se dá pelo alto controle da estrutura do composto em questão.

### Formação das cadeias
A ligação das unidades para a formação dos compostos geralmente ocorre por técnicas já usadas comumente na síntese de estruturas orgânicas covalentes, com o diferencial sendo a organização dessas unidades. Um exemplo de reação usada é a condensação, podendo ser de diversos tipos, como a condensação de iminas ou então de boro.